# Publio Scapzio
Publio Scapzio (fl. V secolo a.C.) è stato un anziano cittadino romano appartenente all'ordine plebeo che viene citato da Tito Livio nella sua monumentale Ab Urbe condita libri, storia di Roma, per un episodio minore ma di particolare interesse.
Livio attribuisce alla plebe romana tutta la responsabilità della decisione ultima, ma ricordiamo che Livio stesso era espressione della classe dominante del suo periodo; la sua imparzialità non è verificata.

## Premessa
La Repubblica romana aveva appena ricominciato a prendere la sua corsa politica e militare dopo la sciagurata parentesi del Decemviri che vide anche l'esercito romano perdere quell'aggressività che gli era caratteristica. I nuovi consoli Tito Quinzio Capitolino Barbato e Agrippa Furio Medullino Fuso erano appena riusciti a ridare vigore e sicurezza alle loro legioni con la chiara vittoria contro Equi e Volsci nella battaglia di Corbione.
Non per questo la situazione politica interna dell'Urbe era più rilassata. Il cosiddetto "Conflitto degli Ordini" era in pieno svolgimento, i plebei erano tesi a raggiungere la possibilità di governare ai più alti livelli ed i patrizi disposti a lottare duramente per non perdere i privilegi che da centinaia di anni erano loro prerogativa. A volte le divisioni erano anche all'interno del patriziato come si può probabilmente evincere dall'episodio del trionfo ai consoli vincitori di tre anni prima, Lucio Valerio Potito e Marco Orazio Barbato, accordato non dal Senato ma direttamente dal popolo.
La situazione interna romana era politicamente incandescente e spesso si giungeva alla azioni violente di gruppi di patrizi contro i plebei e, ovviamente, viceversa.

## Richiesta
Gli animi surriscaldati dei due ordini sociali che quasi mettevano a ferro e a fuoco la città assistettero, paradossalmente, alla richiesta di una composizione pacifica, un arbitrato:
(Tito Livio, Ab Urbe condita libri, III, 71., Newton Compton, Roma, trad.: G.D. Mazzocato)
Si noti che la decisione era stata richiesta al "popolo" romano, non al Senato o ai consoli. Per questo motivo si dovette procedere ad organizzare un'assemblea, Livio precisa tribus vocari (chiamare le tribù).
Si era già dibattuto, i testimoni erano stati ascoltati e si stava per passare alle votazioni quando si fece avanti un anziano plebeo: Publio Scapzio.

## Testimonianza
Publio Scapzio esordì affermando:
(Tito Livio, Ab Urbe condita libri, III, 71, Newton Compton, Roma, trad.: G.D. Mazzocato)
I consoli (appartenenti al patriziato) cercarono di zittirlo accusandolo di raccontare bugie. Ma Scapzio gridava che la Repubblica stava per essere tradita. Fu ordinato di farlo allontanare. Scapzio si appellò ai Tribuni della plebe, e questi ottennero che raccontasse alla plebe, intensamente incuriosita, quanto era in grado di riportare.
Scapzio raccontò che aveva 83 anni e che, già in età matura, durante il suo ventesimo anno di servizio aveva combattuto, proprio in quella zona, contro Corioli. Quel terreno che adesso era conteso fra Ardea e Ariccia, lui era certo che fosse appartenuto a Corioli ed era passato, come preda di guerra proprio al popolo romano. Si chiedeva Scapzio, con quale faccia i due contendenti, che non erano riusciti a togliere il territorio a Corioli quando era potente, venissero a chiedere ora, e proprio al popolo romano, di decidere a chi assegnarlo fra loro due. Scapzio chiuse il suo discorso dicendo che gli restava poco da vivere ma che rivendicava quel terreno che tanto tempo prima aveva contribuito a conquistare con le armi.
Bisogna ricordare come venivano divisi i territori conquistati con le guerre; nonostante leggi e rivolte la maggior parte dei territori veniva assegnata ad esponenti del patriziato e, a parte qualche deduzione di colonia, la plebe non riceveva che briciole. Ed è difficile spiegare razionalmente come mai di quel terreno fosse stata dimenticata l'assegnazione. Una morte prematura dell'assegnatario, un rivolgimento politico al momento topico: le ipotesi restano tali.
L'intervento di Scapzio, comunque eccitò la fantasia della plebe che applaudì l'anziano ex-combattente.

## Politica
Come si è detto, la situazione politica era rovente; ogni pollice di terreno politicamente perso era una vittoria eclatante per la parte avversa e i patrizi non intendevano "mollare un pollice". I consoli fecero diventare "politica" la decisione, chiamarono a sostegno i senatori e tutti assieme cominciarono a trattare con gli esponenti delle tribù accampando la più classica delle scuse: "che figura ci facciamo"?
(Tito Livio, Ab Urbe condita libri, III, 72, Newton Compton, Roma, trad.: G.D. Mazzocato)
Evidentemente la credibilità di Roma avrebbe ricevuto un duro colpo in politica estera e, agli occhi dei confinanti, la colpa sarebbe stata del popolo romano mentre Scapzio avrebbe ottenuto una patente di benemerito. Per quanto veri, questi ragionamenti nascondevano con tutta probabilità un altro calcolo politico: la plebe doveva essere a tutti i costi tenuta in soggezione, soprattutto quando si poteva farlo a costo zero. Il terreno, anche se conquistato, era stato dimenticato e i patrizi potevano utilizzare questa risorsa, su cui nessuno aveva fatto dei progetti, per porgere un regalo alle classi patrizie di una delle due città. Nulla vieta di pensare che già fossero in corso trattative e abboccamenti; questo era il metodo politico che consentì a Roma di legare a sé le città vicine, che permise all'Urbe di conquistare le altre e di resistere agli attacchi poi, dei Sanniti e di Annibale.
Vinse, naturalmente, la cupidigia che Scapzio aveva suscitato nella plebe. E, vista la metodologia della divisione delle terre conquistate, probabilmente non solo nella plebe.
Le tribù, dopo discussioni, concioni, discorsi, implorazioni e, forse, minacce, andarono al voto e decisero che il terreno era "agro pubblico" e apparteneva al popolo romano. Tito Livio rende noto che:
.»
(Tito Livio, Ab Urbe condita libri, III, 72, Newton Compton, Roma, trad.: G.D. Mazzocato)
L'anno successivo, mentre Roma era in piena battaglia politica interna a causa della presentazione della Lex Canuleia, gli Ardeati si ribellarono con il pretesto di rivendicare quel territorio; i patrizi, per ottenere dai Tribuni della plebe la possibilità di indire una leva militare e difendere la città, dovettero concedere l'approvazione della legge e rinunciare a un'odiosa, per quanto legale, prevaricazione etica.